# Bjørn Berland
Bjørn Berland (Sandnes, 14 aprile 1977) è un ex calciatore norvegese, di ruolo attaccante.

## Carriera

### Club
Berland iniziò la carriera con la maglia del Viking. Giocò 153 incontri nella Tippeligaen dal 1997 al 2005. Alla fine del 2005 firmò un contratto con il Sandefjord, ma annunciò il ritiro due giorni dopo.
Con il Viking vinse la Coppa di Norvegia 2001.